# Хуан Карлос Арсе (футболіст)
Хуан Карлос Арсе (ісп. Juan Carlos Arce, нар. 10 квітня 1985, Санта-Крус-де-ла-Сьєрра) — болівійський футболіст, нападник клубу «Болівар».
Виступав, зокрема, за клуб «Орієнте Петролеро», а також національну збірну Болівії.

## Клубна кар'єра
Народився 10 квітня 1985 року в місті Санта-Крус-де-ла-Сьєрра. Вихованець місцевої футбольної школи.
У професійному футболі дебютував 2003 року виступами за команду клубу «Орієнте Петролеро», в якій провів чотири сезони, взявши участь у 132 матчах чемпіонату. Більшість часу, проведеного у складі «Орієнте Петролеро», був основним гравцем атакувальної ланки команди.
Згодом з 2006 по 2008 перебував в оренді в клубах «Португеза Деспортос», «Корінтіанс», «Аль-Арабі» та «Соннам Ільхва Чхонма», один сезоні відіграв за «Орієнте Петролеро» та знову сезон провів у оренді («Спорт Ресіфі»).
Згодом з 2010 по 2012 виступав за «Терек» та «Орієнте Петролеро».
До складу клубу «Болівар» приєднався 2012 року. Відтоді встиг відіграти за команду з Ла-Паса 134 матчі в національному чемпіонаті.

## Виступи за збірну
2004 року дебютував в офіційних матчах у складі національної збірної Болівії. Наразі провів у формі головної команди країни 51 матч, забивши 8 голів.
У складі збірної був учасником Кубка Америки 2004 року у Перу, Кубка Америки 2007 року у Венесуелі, Кубка Америки 2011 року в Аргентині, Кубка Америки 2016 року у США.